# Nastassia Mironchyk-Ivanova
Nastassia Mironchyk-Ivanova (Belarús, 13 d'abril de 1989) és una atleta belarussa, especialista en la prova de salt de longitud, amb la qual va arribar a ser medallista de bronze mundial el 2011.

## Carrera esportiva
Al Mundial de Daegu 2011 gana la medalla de bronze en salt de longitud, amb un salt de 6,74 metres, després de la nord-americana Brittney Reese i la letona Ineta Radeviča (plata).